# Barriac-les-Bosquets
Barriac-les-Bosquets ist eine französische Gemeinde mit 138 Einwohnern (Stand 1. Januar 2022) im Département Cantal in der Region Auvergne-Rhône-Alpes (vor 2016 Auvergne). Sie gehört zum Kanton Mauriac im Arrondissement Mauriac. Die Einwohner werden Barriacois genannt.

## Lage
Barriac-les-Bosquets liegt etwa 30 Kilometer nordnordwestlich von Aurillac.
Nachbargemeinden sind Chaussenac im Norden, Ally im Nordosten und Osten, Pleaux im Süden und Westen (mit der Exklave Tourniac auch im Nordwesten) sowie Rilhac-Xaintrie im Westen.

## Bevölkerungsentwicklung
| Jahr                       | 1962 | 1968 | 1975 | 1982 | 1990 | 1999 | 2011 | 2019 |
| -------------------------- | ---- | ---- | ---- | ---- | ---- | ---- | ---- | ---- |
| Einwohner                  | 315  | 269  | 228  | 180  | 180  | 187  | 161  | 132  |
| Quellen: Cassini und INSEE |      |      |      |      |      |      |      |      |

## Sehenswürdigkeiten
- Kirche Saint-Martin aus dem 12. Jahrhundert, seit 2017 Monument historique

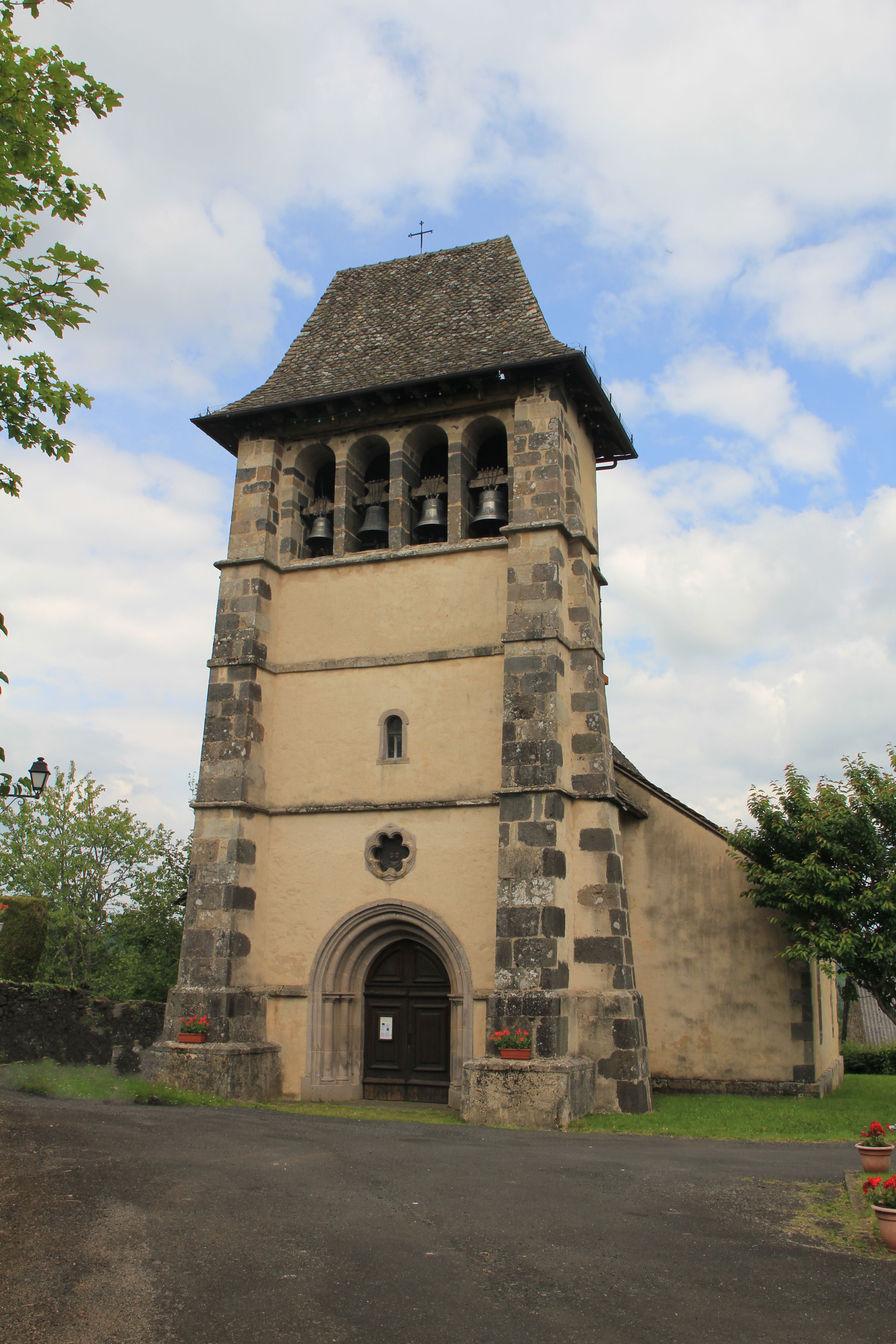
Kirche Saint-Martin